# Jean-François Go
Jean-François Go (né le 9 août 1973 en Martinique) est un joueur de football français (international martiniquais), qui évoluait au poste de gardien de but.

## Biographie

### Carrière en sélection
Avec l'équipe de Martinique, il joue entre 1998 et 2003. 
Il figure dans le groupe des sélectionnés lors des Gold Cup de 2002 et de 2003. La Martinique atteint les quarts de finale de cette compétition en 2002.

## Palmarès
CS Case-Pilote
- Coupe de la Martinique (2) :
  - Vainqueur : 2005-06 et 2009-10.